# والتر بوس
والتر بوس (انگلیسی: Walter Busse؛ زادهٔ ۳ مارس ۱۹۸۷) بازیکن فوتبال اهل آرژانتین است.
از باشگاه‌هایی که در آن بازی کرده‌است می‌توان به باشگاه اتلتیکو ایندپندینته و باشگاه فوتبال اتلتیکو هوراکان اشاره کرد.